# Marianne Franken

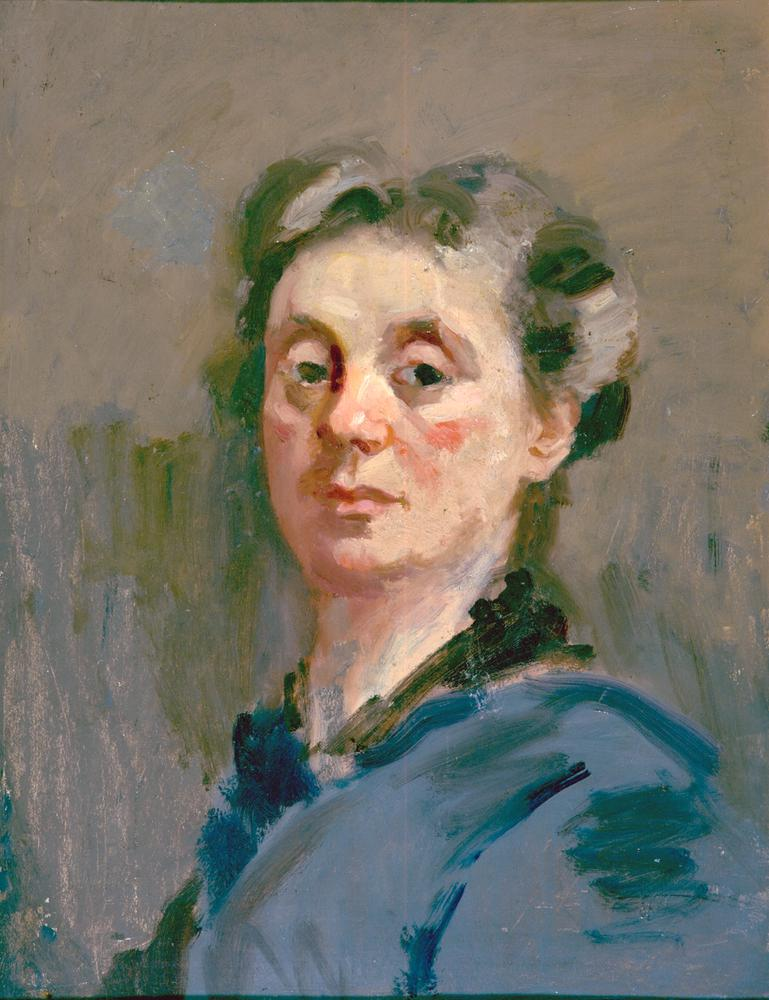
Marianne Franken, Selbstporträt

Marianne Franken (* 11. März 1884 in Amsterdam; 4. April 1945 im KZ Bergen-Belsen) war eine niederländische Malerin.

## Leben
Marianne Franken war jüdischer Abstammung und wuchs in der Nieuwe Prinsengracht in Amsterdam in einer wohlhabenden Familie auf, gemeinsam mit dem älteren Bruder Joseph (1882–1935). Ihre Eltern waren Abraham Franken und Zipora Henriette Königsberger (* 1854). Ihr Vater stand ihrem Wunsch Malerin zu werden, zunächst ablehnend gegenüber, weil er „keine Zukunft“ in der Kunst sah. Sie studierte nicht an einer Akademie, sondern wurde von Martin Monnickendam unterrichtet, von dem sie Figurenzeichnen, Porträtmalerei und Stilllebenmalerei erlernte. Ab 1910 besuchte sie außerdem das neu gegründete und von Marie de Jonge geleitete Internationaal schildersatelier im Dachgeschoss am Singel 512.
1917 stellte sie als „angehende Künstlerin“ auf der Sommerausstellung im Amsterdamer Kunstsaal „Panorama“ gemeinsam mit Piet Mondriaan, Jan Sluyters, Else Berg, Wim Schuhmacher, Dirk Filarski und Harry Kuyten aus. Im Algemeen Handelsblad wurden ihre leuchtenden Blumenarrangements in „faszinierenden Farben“ positiv besprochen. In den folgenden Jahren war sie bei zahlreichen Ausstellungen vertreten. Nach dem Studium unternahm Franken mehrere Auslandsreisen und hielt sich einige Zeit in Italien auf. Nach ihrer Rückkehr wohnte sie wieder im elterlichen Haus, richtete sich aber ein Atelier auf dem Prinseneiland ein, wo auch George Hendrik Breitner und Kees Maks ihre Ateliers hatten. Franken malte dort große Stillleben mit Händlern, Bediensteten und Kindern aus der Nachbarschaft. Nach deren Tod verlegte sie auch das Atelier in die Nieuwe Prinsengracht.
Sie wurde 1918 Mitglied von Arti et Amicitiae und war Mitglied der Amsterdamer Künstlervereinigung De Onafhankelijken (Die Unabhängigen), bis diese 1941 mit der von der Deutschen Besatzungsmacht gegründeten Nederlandse Kultuurkamer zwangsvereinigt wurde.
Kurz vor Kriegsausbruch in den Niederlanden 1940 zog sie in eines der modernen Atelierhäuser in der Zomerdijkstraat in Amsterdam-Zuid. Wenige Monate nach der Ausstellung in den Räumen von Arti et Amicitiae im März 1941 wurde sie von Arti et Amicitiae als jüdisches Mitglied aus der Mitgliederliste gestrichen. Um den 31. Juli 1944 wurde sie in das Durchgangslager Westerbork und von da nach Bergen-Belsen deportiert und starb dort am 4. April kurz vor der Befreiung des Lagers am 15. April.

## Werk
Franken malte im impressionistisch-naturnahen Stil und arbeitete auch „en plein air“ im Freien. Der Stil ihrer Gemälde wird dem niederländischen Impressionismus, Spätimpressionismus und teilweise dem Expressionismus zugerechnet. Charakteristisch für ihre Arbeit „ist ein dunkler, schwerer Pinselstrich, ohne feine Übergänge, der ihren Bildern einen monumentalen Charakter verleiht“.
Zu ihren Sujets zählten Szenen des Amsterdamer Stadtmilieus und Wohnviertel. Darüber hinaus malte sie Stillleben. Sie fertigte auch Porträts jüdischer Mitbürger, wie Hausierer und Kinder aus dem jüdischen Viertel und der Umgebung. Sie porträtierte jüdische Persönlichkeiten, wie die Pianistin Marjo Tal, die Historikerin Caroline Eitje, die Tänzerin Chaja Goldstein und wiederholt den Maler Martin Monnickendam.
Werke von ihr befinden sich im Museum Singer Laren und dem Jüdischen Museum Amsterdam.

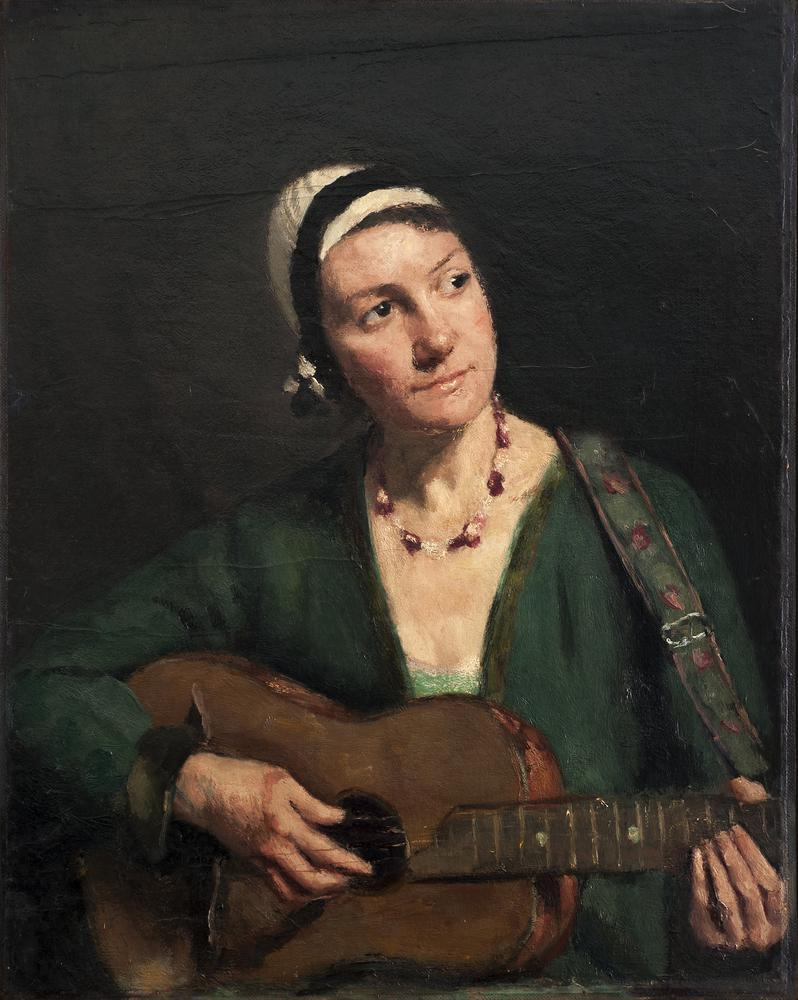
Gitaarspelende vrouw
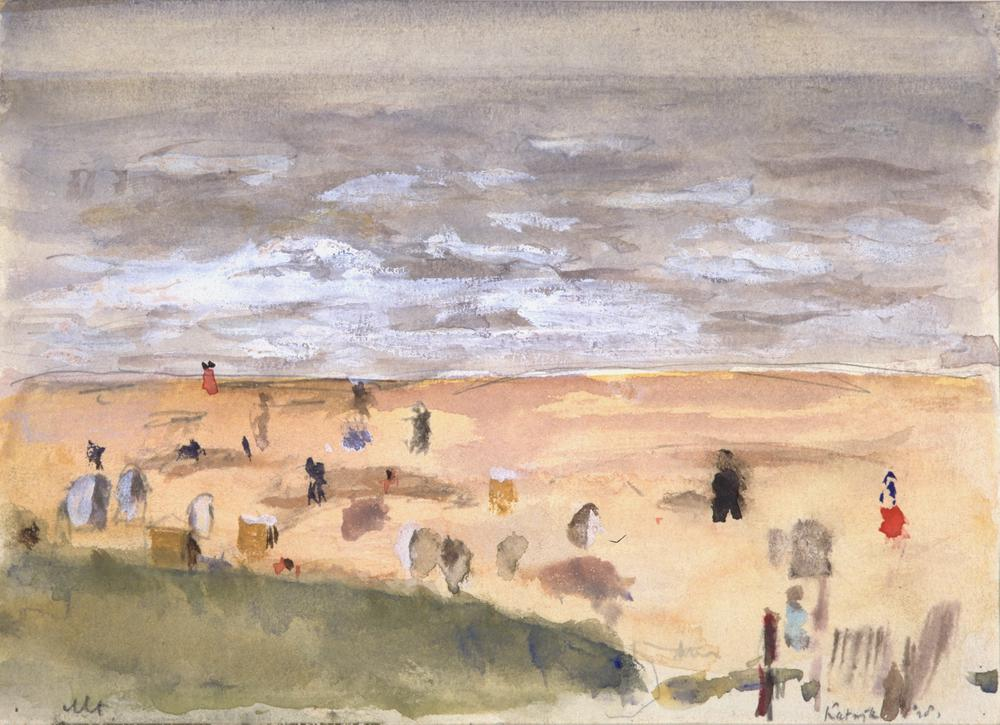
Katwijk, 1928
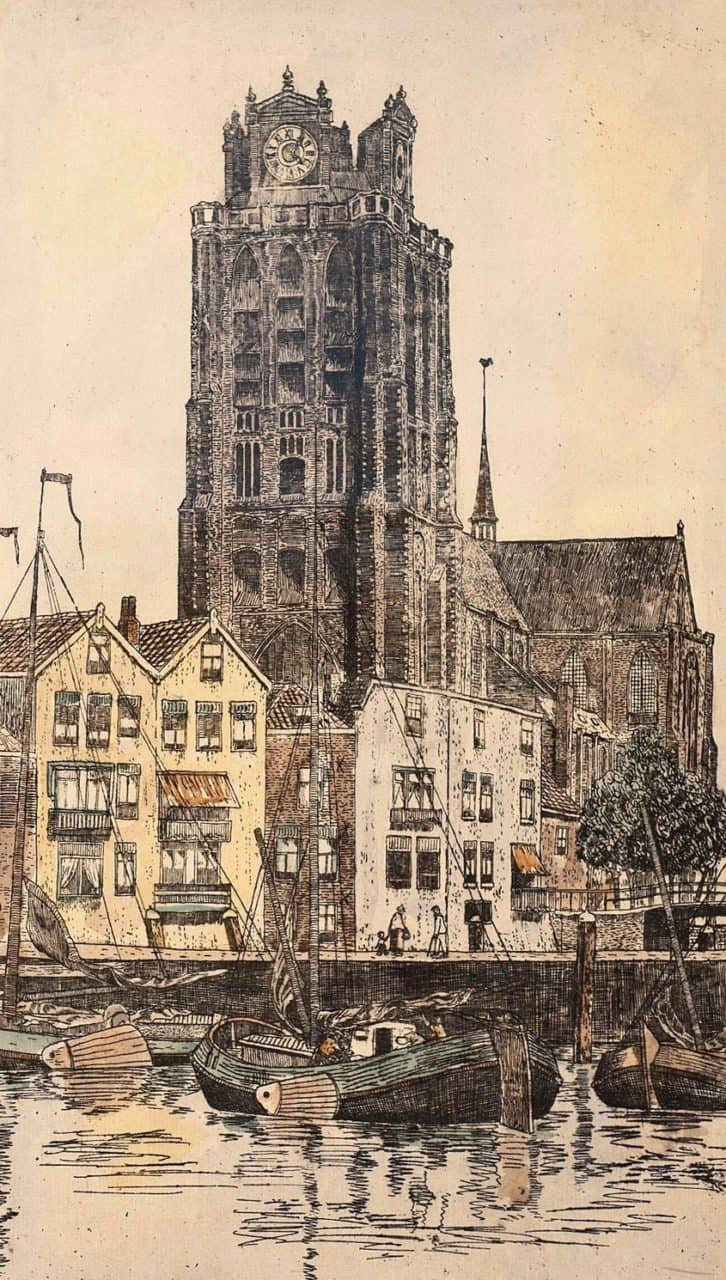
Dordrecht, no. 1
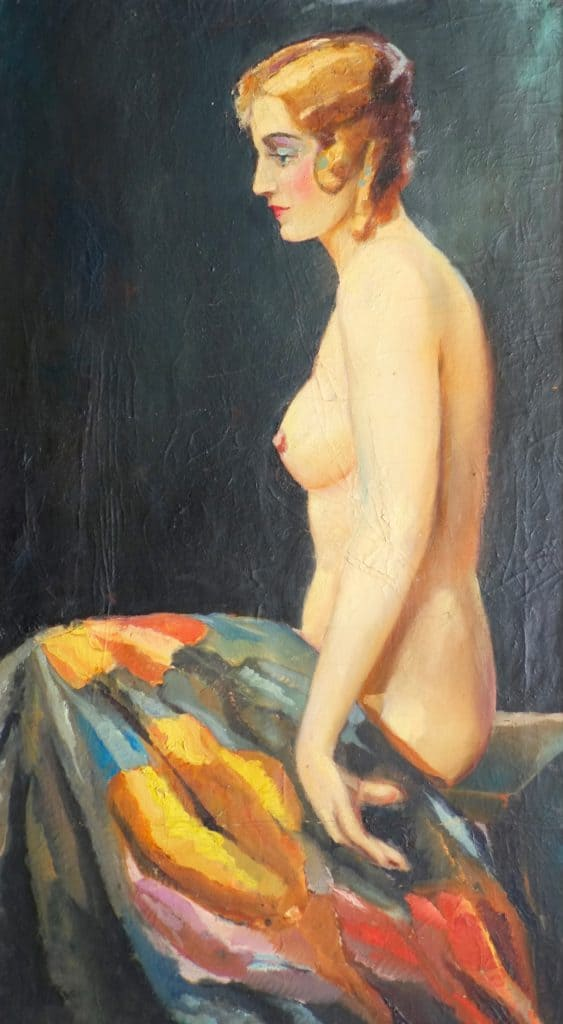
Nude

## Ausstellungen
- 1917: Sommerausstellung im Amsterdamer Kunstsaal „Panorama“, Gemeinschaftsausstellung
- ab 1918 Teilnahme an den Herbst- und Mitgliederausstellungen des Kunstvereins Arti et Amicitiae
- regelmäßige Ausstellungen der Künstlervereinigung De Onafhankelijken im Stedelijk Museum
- Teilnahme an Ausstellungen der Kunstenaarsvereniging Sint Lucas
- Teilnahme an der „Vierjaarlijksche Tentoonstelling van kunstwerken“ in Rotterdam
- Teilnahme an Ausstellungen der Zeichengesellschaft „Pictura“ in Dordrecht
- Regelmäßige Ausstellungen mit den Amsterdamse Joffers
- 1933 Ausstellung im großen Saal des Vrouwenclub Amsterdam
- Winter 1939/1940: Gemeinschaftsausstellung Onze kunst van heden (Unsere Kunst von heute) im Rijksmuseum Amsterdam
- März 1941: letzte Ausstellung in den Räumen von Arti et Amicitiae
- 1945: Gedenkausstellung Kunst in het harnas im Stedelijk Museum Amsterdam
- 1995: Gedenkausstellung Rebel, mijn hart: kunstenaars 1940-1945 in der Nieuwe Kerk in Amsterdam[1][3][4]